# バートン (DD-599)
|          | |
| 艦歴     | |
| 発注:    | |
| 起工:    | 1941年5月20日                                                                                      |
| 進水:    | 1942年1月31日                                                                                      |
| 就役:    | 1942年5月29日                                                                                      |
| 退役:    | |
| その後:  | 1942年11月13日に戦没（第三次ソロモン海戦）                                                         |
| 除籍:    | |
| 性能諸元 | |
| 排水量:  | 1,620トン                                                                                          |
| 全長:    | 347 ft 9 in                                                                                        |
| 全幅:    | 36 ft 1 in                                                                                         |
| 吃水:    | 17 ft 4 in                                                                                         |
| 機関:    | バブコック・アンド・ウィルコックス缶 4基 ゼネラル・エレクトリックギアード・タービン 2軸 50,000馬力 |
| 最大速:  | 36ノット                                                                                           |
| 乗員:    | 276名                                                                                              |
| 兵装:    | 5インチ砲5基 21インチ魚雷発射管10基（5連装2基） 20ミリ機銃                                         |

バートン (USS Barton, DD-599) は、アメリカ海軍の駆逐艦。ベンソン級駆逐艦の1隻。艦名はジョン・ケネディ・バートン少将に因む。

## 艦歴
バートンは1941年5月20日にマサチューセッツ州クインシーのベスレヘム・スチール、フォアリバー造船所で起工する。1942年1月31日にバーバラ・ディーン・バートン（バートン提督の孫娘）によって命名、進水し、1942年5月29日に艦長D・H・フォックス少佐の指揮下就役した。
バートンは1942年8月23日に東海岸を出航し太平洋に向かう。9月14日にトンガタプ島に到着し、10月5日にはブーゲンビル島への攻撃に参加、10月26日には南太平洋海戦に参加し、敵機7機を撃墜した。10月29日にはファブレ島沖で撃墜された輸送機の生存者17名を救助した。
11月12日、バートンは補給船団を護衛してガダルカナル島沖に到着。その頃、味方の偵察機が「スロット」と呼ばれた海域を南下してガダルカナル島に向かう日本艦隊を発見したため、第67.4任務群司令官ダニエル・J・キャラハン少将は、5隻の巡洋艦とバートンを含む7隻の駆逐艦に、日本艦隊を迎え撃つため集合するよう命令を出した。艦隊後衛の二番手に就いたバートンは、日没前からおそらく真夜中に最接近するであろう日本艦隊に備え、じっと待機していた。後世に「アイアンボトム・サウンド」と呼ばれるようになる海域は、時折降るスコールによって視界は狭まり、日本艦隊にとっても、そして第67.4任務群にとっても不利な材料となった。しかし、日付が11月13日に変わった直後の0時30分頃、第674.4任務群はレーダーによって阿部弘毅中将の日本艦隊を探知した。ヘンダーソン飛行場砲撃が主目的の阿部中将の艦隊は、戦艦比叡と霧島を主軸とし、他に1隻の巡洋艦と11隻の駆逐艦で構成されていた。サボ島の北西方からアイアンボトム・サウンドに入ってきた阿部中将の艦隊は、スコールによって第67.4任務群の動きをほとんど知ることがなかった。
1時30分頃、夕立と思しき駆逐艦がスコールから抜け出て、初めて両艦隊の視覚的接触があった。キャラハン少将は第67.4任務群を丁字戦法の陣形に持っていき、阿部中将の艦隊は第67.4任務群を突っ切る態勢になったが、最初の接触があってから約10分間は、第64.4任務群の前衛の駆逐艦が夕立を見て急旋回するなどの混乱があって、互いに砲撃をしてこなかった。バートンはあらかじめ砲と魚雷発射管を敵側に向け、後は攻撃命令を待つだけであった。1時48分、駆逐艦暁が軽巡洋艦アトランタ (USS Atlanta, CL-51) にサーチライトを照射し、これをきっかけに両艦隊の艦艇が入り乱れて第三次ソロモン海戦が始まった。
バートンとモンセン (USS Monssen, DD-436) は、乱戦を避けて戦うため、近在の日本の駆逐艦に対して砲撃を行いつつ日本艦隊の主力に北西方から迫ろうとした。しかし、バートンが比叡に対して4本の魚雷を発射しようとしたその時、軽巡洋艦ヘレナ (USS Helena, CL-50) がバートンの前方を横切った。また、アーロン・ワード (USS Aaron Ward, DD-483) に追突しそうになった。バートンは急停止の後、航行を再開しようと機関を始動させようとした。その瞬間、駆逐艦天津風から発射されたものと思われる2本の酸素魚雷がバートンに命中した。ボイラー室と前部機関室に命中して爆発し、数秒の内にバートンの船体は分断。士官13名、兵員151名と共に沈没した。42名の生存者が重巡洋艦ポートランド (USS Portland, CA-33) により救助され、26名がガダルカナル島からのヒギンズ・ボートにより救助された。
バートンは第二次世界大戦の戦功で4個の従軍星章を受章した。